# Corythalia panamana
Corythalia panamana är en spindelart som beskrevs av Alexander Petrunkevitch 1925. Corythalia panamana ingår i släktet Corythalia och familjen hoppspindlar. Inga underarter finns listade i Catalogue of Life.